# 게오르기처 슈테판
게오르기처 슈테판(루마니아어: Gheorghiță Ștefan, 1986년 1월 17일~)는 루마니아의 전직 레슬링 선수이다. 2008년 하계 올림픽 남자 자유형 웰터급 종목에서 동메달을 획득했다.

## 경력
부쿠레슈티에서 태어났으며 12세때 레슬링을 시작했다. 2004년 루마니아 주니어 국가대표 선수가 되었으며 2006년에 유럽 주니어 선수권 대회에서 준우승을 차지했다. 같은 해에 처음으로 루마니아 국가대표로 발탁되었다.
2008년 베이징에서 열린 2008년 하계 올림픽에 루마니아 국가대표로 참가했으며 남자 자유형 웰터급 경기에 출전했다. 첫 상대인 우즈베키스탄의 소슬란 티기예프에게 패했으며 패자부활전에서 그리스의 엠자리오스 벤디니드스를 꺾으며 동메달 결정전에 진출했다. 동메달 결정전에서 벨라루스의 무라트 가이다로프에게 패하여 5위를 했으나 은메달리스트인 티기예프의 도핑이 적발되면서 2016년 11월에 동메달리스트로 승격되었다. 

## 개인사
2016년 루마니아의 유도 선수인 코리나 커프리오리우와 결혼했다.